# Jeanne Pruett
Jeanne Pruett, pseudonimo di Norma Jean Bowman (Pell City, 30 gennaio 1937), è una cantautrice e scrittrice statunitense.

## Biografia
Nel corso della sua carriera Jeanne Pruett ha accumulato quattro ingressi nella Top Country Albums (tra cui uno al numero uno) e ventitré nella Hot Country Songs, tra cui una canzone numero uno. Nel giugno 1973 è diventata un membro ufficiale del Grand Ole Opry.

## Discografia

### Album in studio
- 1972 – Love Me
- 1973 – Satin Sheets
- 1974 – Jeanne Pruett
- 1975 – Honey on His Hands
- 1979 – Encore!
- 1985 – Jeanne Pruett

### Album dal vivo
- 1982 – Audiograph Alive

### Raccolte
- 1975 – Welcome to the Sunshine
- 1982 – Star Studded Nights
- 1988 – Satin Sheets: Greatest Hits

### Singoli
- 1963 – Another Heart to Break
- 1963 – The Things I Don't Know
- 1964 – As a Matter of Fact
- 1968 – One Day Ahead of My Tears
- 1969 – Make Me Feel Like a Woman Again
- 1970 – At the Sight of You
- 1970 – King Size Bed
- 1971 – Hold to My Unchanging Love
- 1972 – Love Me
- 1972 – Call on Me
- 1972 – I Forgot More Than You'll Ever Know (About Him)
- 1973 – Satin Sheets
- 1973 – I'm Your Woman
- 1974 – You Don't Need to Move a Mountain
- 1974 – Welcome to the Sunshine (Sweet Baby Jane)
- 1974 – Just Like Your Daddy
- 1975 – Honey on His Hands
- 1975 – A Poor Man's Woman
- 1975 – My Baby's Gone
- 1976 – Sweet Sorrow
- 1976 – I'm Not Girl Enough to Hold You
- 1976 – I've Taken
- 1977 – I'm Living a Lie
- 1977 – She's Still All Over You
- 1978 – I'm a Woman
- 1978 – I Guess I'm That Good At Being Bad
- 1979 – Please Sing Satin Sheets for Me
- 1979 – Back to Back
- 1980 – Temporarily Yours
- 1980 – It's Too Late
- 1981 – Sad Ole Shade of Grey
- 1981 – I Ought to Feel Guilty
- 1982 – Star Studded Nights
- 1983 – Love Me (con Marty Robbins)
- 1983 – Lady of the Eighties
- 1983 – We Came So Close
- 1987 – Rented Rooms